# Henryk Świderski
Henryk Świderski (ur. 10 marca 1931 w Trzemesznie, zm. 9 września 1994 w Lublinie) – polski polityk, poseł na Sejm PRL VII i VIII kadencji.

## Życiorys
Syn Franciszka i Heleny. Od 1949 do 1950 był słuchaczem Oficerskiej Szkoły LWP. Uzyskał wykształcenie wyższe ekonomiczne. Należał do Związku Walki Młodych, Związku Młodzieży Polskiej oraz Towarzystwa Przyjaźni Polsko-Radzieckiej. 4 lipca 1951 wstąpił do Polskiej Zjednoczonej Partii Robotniczej.
W latach 1950–1954 pełnił zawodową służbę wojskową, a w okresie 1954–1956 pełnił funkcję kierownika działu kadr rejonu Lasów Państwowych w Chełmie. W latach 1956–1957 był prezesem Spółdzielni Wielobranżowej w Chełmie, a od 1957 do 1958 zajmował stanowisko dyrektora Miejskiego Przedsiębiorstwa Remontowo-Budowlanego w Chełmie.
W latach 1959–1964 był członkiem egzekutywy oraz sekretarzem ekonomicznym Komitetu Powiatowego PZPR w Chełmie, a od 1964 do 1968 był I sekretarzem KP PZPR w Kraśniku. Od 1965 był członkiem Komitetu Wojewódzkiego partii w Lublinie, gdzie w okresie 1968–1969 kierował Wydziałem Organizacyjnym. Od 1969 do 1975 był sekretarzem ekonomicznym KW. W latach 1975–1981 zasiadał w KW PZPR w Chełmie, gdzie pełnił funkcję I sekretarza. W tym samym okresie był także zastępcą członka Komitetu Centralnego PZPR oraz przewodniczącym Prezydium Wojewódzkiej Rady Narodowej w Chełmie.
W 1976 uzyskał mandat posła na Sejm PRL VII kadencji w okręgu Chełm. Zasiadał w Komisji Handlu Wewnętrznego, Drobnej Wytwórczości i Usług. W 1980 uzyskał reelekcję w tym samym okręgu. W Sejmie VIII kadencji zasiadał w Komisji Handlu Wewnętrznego, Drobnej Wytwórczości i Usług oraz w Komisji Rynku Wewnętrznego, Drobnej Wytwórczości i Usług.
Prezydium Wojewódzkiej Komisji Kontroli Partyjnej w Chełmie na posiedzeniu w dniu 14 stycznia 1982 jednomyślnie wydaliło go z szeregów PZPR z powodu wykazywania chwiejnego stanowiska i ulegania politycznym wpływom „Solidarności”.

## Odznaczenia
- Order Sztandaru Pracy II klasy
- Krzyż Kawalerski Orderu Odrodzenia Polski
- Złoty Krzyż Zasługi
- Srebrny Krzyż Zasługi[2]